# Edgar Bérillon
Pour les articles homonymes, voir Bérillon.
Edgar Bérillon, né le 23 mai 1859 à Saint-Fargeau (Yonne) et mort le 6 mars 1948 à Paris 9e (Seine), est un médecin et psychiatre français, connu pour ses travaux sur l'hypnose.

## Aperçu biographique
Just Edgar Eugène Bérillon naît à Saint-Fargeau où son père est instituteur communal et fait ses études de médecine à la faculté de médecine de Paris où il est l'élève d'Amédée Dumontpallier. Ses parents sont Justine Alphonsine Merlin et Louis Eugène Berillon. Il a trois sœurs, l'une est professeure au lycée de Reims, la deuxième est professeure au lycée Racine et la troisième, Lucie Bérillon, est professeure au lycée Molière et officière de la Légion d'honneur. Edgar soutient sa thèse d'exercice en 1884. Il obtient une licence de droit en 1886. En 1844, il est chargé par le ministère de l'Intérieur d'une mission officielle dans les départements envahis par le choléra. Il est médecin inspecteur des asiles d'aliénés de la Seine (1886) et chargé de cours à l’École pratique de la faculté de médecine de Paris (1888), puis professeur à l’École de psychologie (1890). 
En 1896, il est nommé médecin en chef du dispensaire pédagogique et, la même année, médecin en chef du Théâtre municipal du Châtelet à Paris. Il est professeur d'hygiène mentale à l’École municipale d'hygiène. Durant son enfance, il connut l'occupation prussienne de 1870. Du fait de cette occupation, il grandit dans le mépris et la haine de l'Allemagne. Ce qui va le conduire au grand projet de sa vie. En effet, en grandissant dans cette atmosphère oppressante, il va développer un esprit de revanche qui va le conduire inexorablement à sa théorie « patriotique » « de la supériorité française sur les Allemands du fait de ces caractéristiques physiques et physiologiques ».

## Travaux

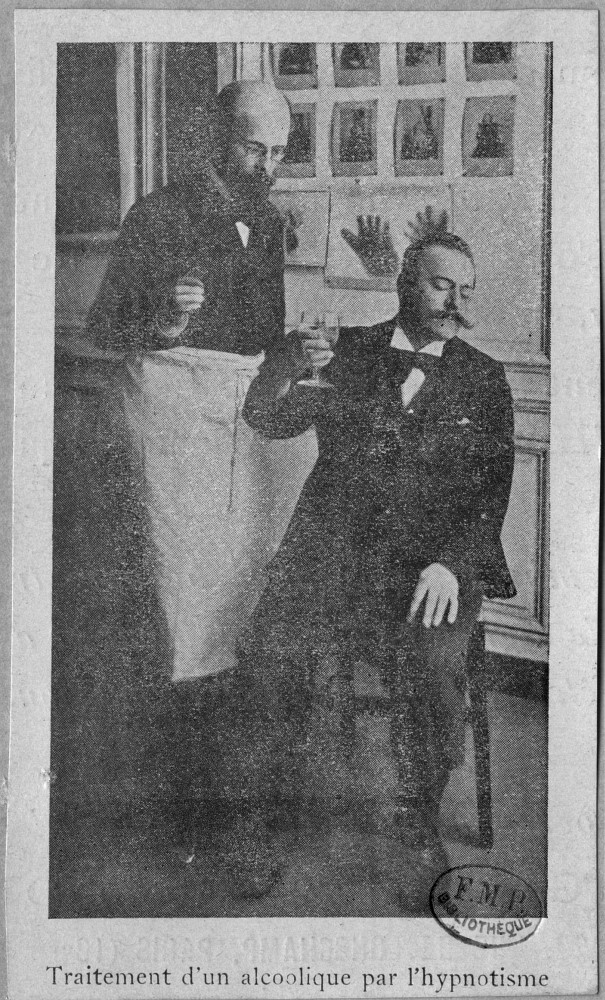
Le Docteur Bérillon traite un alcoolique par hypnotisme (Coll. de la BiuSanté)

Il est le fondateur de la Revue de l'hypnotisme en 1887. Il est fondateur et président de la Société de pathologie comparée (1905).
Franc-maçon et athée, il prononce le discours d'inauguration de la « Loge Voltaire » à l'Orient de Paris, en 1890.  
Ses prises de position durant la Grande Guerre sont à l'origine de publications et de conférences racistes prétendument « scientifiques », particulièrement insultantes à l'endroit du peuple allemand, de son hygiène et de ses mœurs. Ses théories furent prises au sérieux par la communauté scientifique et médicale de l’époque, d’autant qu’elles participaient à la propagande générale contre l’ennemi. Elles sont aujourd'hui considérées comme un « délire scientifico-patriotique ».

## Distinctions
- Officier de l'Instruction publique (1902)
- Chevalier de l'ordre du Mérite agricole
- Chevalier de la Légion d'honneur (1906)[7]

## Œuvres et publications
- De l'indépendance fonctionnelle des deux hémisphères cérébraux, [thèse de médecine n° 360, Paris], 1884, Paris.
- Hypnotisme expérimental : La dualité cérébrale et l'indépendance fonctionnelle des deux hémisphères cérébraux, 1884, Paris, A. Delahaye et E. Lecrosnier, Texte intégral.
- Suggestion hypnotique dans le traitement de l'hystérie, Paris, Association française pour l'avancement des sciences, 1890, Texte intégral.
- Les Indications formelles de la suggestion hypnotique en psychiatrie et en neuropathologie, Paris, Bureau de la « Revue de l'hypnotisme » ; Lefrançois, libraire, 1891,Texte intégral.
- L'Hypnotisme et l'Orthopédie mentale, 1898.
- Le Traitement psychologique de l'alcoolisme, 1906.
- L’Œuvre psychologique du Dr Liébeault, 1906, Texte intégral.
- La Bromidrose fétide de la race Allemande, 1915.
- La Psychologie de la race allemande d'après ses caractères objectifs et spécifiques, [conférence faite à Paris le dimanche 4 février 1917], 1 vol. (64 p.), Extrait du volume des Conférences de "l'Association pour l'avancement des sciences", Paris, A. Maloine et fils , 1917.
- Les Caractères nationaux : leurs facteurs biologiques et psychologiques, 1920, Paris, Association française pour l'avancement des sciences, Texte intégral.
- La Science de l'hypnotisme (2 volumes)

1. L'Hypnotisme expérimental, 1944.
2. L'Hypnotisme thérapeutique, 1947.

- La Pathologie précolombienne d'après les ex-votos aztèques, Clermont (Oise), impr. de Daix frères et Thiron, (s. d.).